# Mabell Ogilvy, hraběnka z Airlie
Mabell Ogilvy, hraběnka z Airlie (rozená Gore; 10. března 1866, Londýn – 7. dubna 1956, Londýn) byla britská dvořanka a spisovatelka.

## Dětství a rodina
Mabell Frances Elizabeth Gore se narodila jako nejstarší dcera Arthura Gorea, vikomta Sudley, a jeho manželky Edith, dcery vikomta Roberta Jocelyna. Její matka zemřela v roce 1871, když bylo Mabell pět let. Poté vyrůstala se sestrami Cicely a Esther u babičky z matčiny strany, lady Jocelynové. Sestry byly vzdělávány guvernantkou a podnikaly návštěvy k vévodkyni z Tecku do White Lodge. Tam se Mabell seznámila a spřátelila s dcerou vévodkyně, princeznou May (budoucí královnou Marií). Když v roce 1884 zemřel její dědeček Philip Gore, 4. hrabě z Arranu a otec zdědil jeho tituly, začala být Mabell a její sestry oslovována s nominální předponou Lady.

## Manželství a potomci
19. ledna 1886 se devatenáctiletá Mabell v kostele St George's na Hanover Square provdala za o deset let staršího armádního důstojníka Davida Ogilvyho, 11. hraběte z Airlie a stala se tak hraběnkou z Airlie. Manželé spolu měli šest dětí:
- Lady Kitty Edith Blanche Ogilvy (5. února 1887 – 17. října 1969); 18. září 1906 se provdala za brigádního generála Sira Berkeleyho Vincenta, v roce 1925 se rozvedli. Měli spolu dva syny. Znovu se provdala 1. června 1926 za podplukovníka Ralpha Geralda Ritsona.
- Lady Helen Alice Wyllington Ogilvy (21. listopadu 1890 – prosinec 1973); ve třicátých letech 20. století se jako lady Helen Nutting podílela na kampani za postavení a práva žen, zejména ekonomickou rovnost mezi manželem a manželkou. Členkou Asociace provdaných žen byla od roku 1945, od 1947 její místopředsedkyní. V roce 1952 s několika kolegy asociaci opustila, aby v letech 1953-1969 založila Radu vdaných žen. 25. listopadu 1909 se provdala za majora Clementa Freemana-Mitforda, syna 1. barona Redesdalea. Měli spolu dvě dcery. V roce 1915 byl zabit v boji. 11. července 1918 se znovu provdala za podplukovníka Henryho Brocklehursta, měla s ním syna a v roce 1931 se rozvedli. 21. února 1933 se znovu provdala za podplukovníka Harolda Nuttinga.
- Lady Mabell Griselda Esther Sudley Ogilvy (22. ledna 1892 – 4. listopadu 1918)
- David Ogilvy, 12. hrabě z Airlie (18. července 1893 – 28. prosince 1968); 17. července 1917 se oženil s Lady Alexandrou Coke. Měli spolu šest dětí.
- Bruce Arthur Ashley Ogilvy (15. března 1895 – 29. září 1976);28. dubna 1931 se oženil s Primrose O'Brienovou.
- Patrick Julian Harry Stanley Ogilvy (26. června 1896 – 9. října 1917)

## Život
Po vypuknutí druhé búrské války v roce 1899 odešel Lord Airlie se svým plukem, 12. královských kopiníků, do Jižní Afriky, kde byl následujícího roku zabit v bitvě u Diamond Hill. Po válce Lady Airlie v roce 1902 navštívila Jižní Afriku.
Po manželově smrti začala Lady Airlie jménem svého syna Davida, nového, teprve sedmiletého hraběte, spravovat hrad Cortachy v Angusu. Po otevření sanatoria Dundee pro souchotináře (tj. pro léčbu tuberkulózy), které bylo postaveno na místě darovaném jejím zesnulým manželem krátce před jeho smrtí v roce 1900, jí byla 26. září 1902 předána svoboda města Dundee.
V prosinci 1901 se stala Lady of the Bedchamber svelte staré přítelkyně, princezny z Walesu (princezny May z Tecku). Po nastoupení krále Jiřího V. v roce 1910 zůstala u dvora jako Lady of the Bedchamber nové královny Mary.

## První světová válka
Během první světové války podporovala Červený kříž a byla jmenována Dámou velkokníže řádu britského impéria (GBE) za své služby jako prezidentka Armádního ošetřovatelského výboru královny Alexandry.
Za války však utrpěla ztráty ve vlastní rodině: její zeť Clement (syn Algernona Freeman-Mitforda, 1. barona Redesdala byl v roce 1915 zabit v boji, nejmladší syn Patrick byl zabit v boji v roce 1917 a dcera Mabell byla zabita při cvičení armádních koní v roce 1918.

## Literární činnost
Když se její nejstarší syn v roce 1917 oženil, odstěhovala se Lady Airlie z hradu Cortachy na hrad Airlie a dala se na dráhu spisovatelky. Pod titulem In Whig Society, 1775–1818 (1921) a Lady Palmerston and her Times (1922) vydala rodinnou korespondenci. Práce byly založené na dopisech její prababičky, rozené Emily Lambové, vůdčí postavy Almackova sociálního souboru, sestry premiéra Lorda Melbourna, manželky 5. hraběte Cowpera a následně manželky dalšího premiéra, Lorda Palmerstona. Její další kniha With the Guards We Shall Go (1933) podrobně popsala jejího prastrýce Johna Jocelyna, 5. hraběte z Rodenu, během krymské války.

## Pozdější život
V roce 1953 zemřela Mabellina zaměstnavatelka a celoživotní přítelkyně, královna Mary, a Alžběta II. hraběnku jmenovala Dámou velkokníže královského Viktoriina řádu (GCVO) za její mnohaletou službu. V roce 1955 se odstěhovala z hradu Airlie na Bayswater Road v Londýně. Tam zemřela pár týdnů po svých devadesátých narozeninách 7. dubna 1956.
Lady Airlie, jako důvěrnice královny Mary, byla blízkou pozorovatelkou kolísajících vztahů v britské královské rodině a své vzpomínky na ně podrobně popsala ve svých pamětech. Po její smrti byl objeven nedokončený rukopis, který byl v roce 1962 vydán jako Thatched with Gold: The Memoirs of Mabell, Countess of Airlie.